# Андрушко Володимир Васильович
Володи́мир Васи́льович Андру́шко (5 грудня 1929, с. Саджавка, нині Надвірнянського району Івано-Франківської області — 1 жовтня 2012) — український педагог, письменник, публіцист, громадсько-політичний діяч.

## Життєпис
Народився у заможній селянській сім'ї. Мати була головою сільського осередку Союзу українок, померла у 1967 р. Батько був одним з організаторів «Просвіти», за німецької окупації був обраний війтом. Емігрував у 1944 р., помер у США у 1971 р.
Після переходу села під контроль радянської армії Андрушко та його мати, рятуючись від переслідування НКВД, залишили свою оселю. У 1943—1944 рр. нелегально жили в Коломиї, Андрушко навчався в гімназії. У 1943 р. вступив до Юнацької сітки ОУН. У 1947 р. виготовив листівки «Христос воскрес! — Воскресне Україна!», з чого розпочалася його підпільна діяльність.
У 1948 р. закінчив середню вечірню школу робітничої молоді в Коломиї, декілька місяців працював учителем початкових класів у с. Великий Ключів Печеніжинського району. Його звільнили з роботи через небажання вступати в комсомол.
У 1949 р. працював вчителем у с. Дебеславці Коломийського р-ну. За наказом підпілля вступив у комсомол. Перевозив літературу і зброю, розповсюджував листівки, вивішував жовто-блакитні прапори, спалив клуб, знищив колгоспну молотарку та телефонну лінію.
У 1951 р. вступив на відділення української філології Чернівецького університету. Розповсюджував листівки, писав антикомуністичні гасла.
23 березня 1952 р., у річницю загибелі Є. Коновальця, вивісив національний прапор над університетом. Після цього був виключений з університету з довідкою про закінчення другого курсу.
Після смерті Сталіна вступив на 3 курс Станіславського педагогічного інституту. У 1955 р. був направлений у Підмихайлівську середню школу Калуського району. Одружився з учителькою Магдою Крушельницькою.
29 вересня 1959 р. був заарештований і звинувачений у проведенні антикомуністичної пропаганди. Під час обшуку в нього знайшли декілька книжок, виданих за часів Польщі, та кілька аркушів із записами антирадянського змісту, а також бікфордів шнур та електродетонатор. У березні 1960 р. Станіславський обласний суд засудив Андрушка за ч. 1 ст. 62 Кримінального кодексу (антирадянська агітація і пропаганда) та за ст. 222 (зберігання зброї і вибухових речовин) на п'ять років ув'язнення. Цим же вироком учителя Василя Процюка було засуджено до 4 років, ще одного вчителя звільнили з роботи та одного студента виключили з вишу.
Покарання выдбував в мордовських таборах ЖХ-385/3 (Барашево), № 7 (Сосновка), № 11 (Явас), № 16. Товаришував із Левком Лук'яненком, братами Іваном та Юрієм Долішніми та з іншими політв'язнями. Брав участь в акціях непокори, перебував у штрафному ізоляторі.
У 1964 повернувся до матері і дружини, які жили у с. Княжелука Долинського району Івано-Франківської області. Працював на будівництві Долинського нафтоперегінного заводу, газобензинового заводу, Калуського калійного комбінату.
1967—1969 рр. працював вчителем української мови у Миколаївській області. Внаслідок переслідувань його звільняли з роботи, тому часто переїздив. Вчителював у Житомирській (1969—1970), Львівській (1970—1973), Хмельницькій (1973—1974) областях. Працював на будівництві Яворівського сірчаного комбінату, у 1974—1980 — у Буданівському профтехучилищі (Тернопільська область), у Тернопільській школі для дітей із слабим зором (1980—1981).
Підтримував зв'язки з Л. Лук'яненком, О. Мешко. Підготував фотоплівку з матеріалами про репресії в Україні для передачі на Захід через свого приятеля, який мав їхати за кордон туристом. Але виїхати тому не вдалося.
10 серпня 1981 р. був заарештований у Києві під час розповсюдження листівок про конституційне право України на вихід з СРСР. Міліція за дорученням КГБ порушила щодо нього кримінальну справу про спробу пограбувати магазин і хуліганство. За два місяці слідства прокуратура перекваліфікувала справу на «антирадянську агітацію і пропаганду». Андрушко не дав свідчень та не віддав друкарську машинку і літературу, що заховав у лісі.
У березні 1982 р. Тернопільський обласний суд присудив Андрушку 5 років ув'язнення в таборах суворого режиму та 5 років заслання. Строк відбував у таборі ВС-389/35 (станція Всехсвятська Пермської області). За весть строк покарання не мав жодного побачення. У таборі спілкувався з політв'язнями Степаном Хмарою, Натаном Щаранським, Анатолієм Коряґіним та ін.
Влітку 1986 р. був етапований на заслання до с. Нижня Тавда Тюменської області. Працював на лісокомбінаті.
Був помилуваний 5 травня 1987 р. з початком перебудови. В працевлаштуванні на педагогічну роботу йому відмовили. 13 жовтня 1987 р. опублікував звернення до М. Горбачова  в журналі «Український вісник». 1 вересня 1988 р. розповсюдив заяву до Комісії з прав людини ООН, вона прозвучала на радіо «Свобода». Через декілька днів Коломийське райвно надало йому роботу в с. Сідлище Коломийського району.
У 1988 р. вступив до Української Гельсінкської спілки, став одним з організаторів УГС у Івано-Франківській області, членом Координаційної Ради УГС. У лютому 1990 р. Андрушко очолив Чернівецьку обласну організацію Української Республіканської партії.
3 жовтня 1990 року в м. Чернівці за дорученням віча підняв національний прапор над університетом, згодом — над міською радою.
1 травня 1991 р. організував антикомуністичну демонстрацію у Чернівцях. Проти нього було порушено кримінальну справу за ст. 206 (хуліганство). Слідство було припинене з проголошенням незалежності.
Від 1993 по 2012 проживав у м. Надвірна Івано-Франківської області, куди переїхав з дружиною Іриною Андрушко та з дочкою, займався літературною працею. Автор публікацій на політичні теми, літературних творів, спогадів. У 1998 р. в Надвірній вийшла книжка його есе «Здобудеш Українську державу…». Мав дочку Лесю, яка свого часу від нього відмовилася, а зараз працює вчителькою та Людмилу, що проживає в Португалії. 

## Відзнаки
- Орден «За мужність» І ступеня (18 листопада 2009)[2].